# Réacteur CIRUS

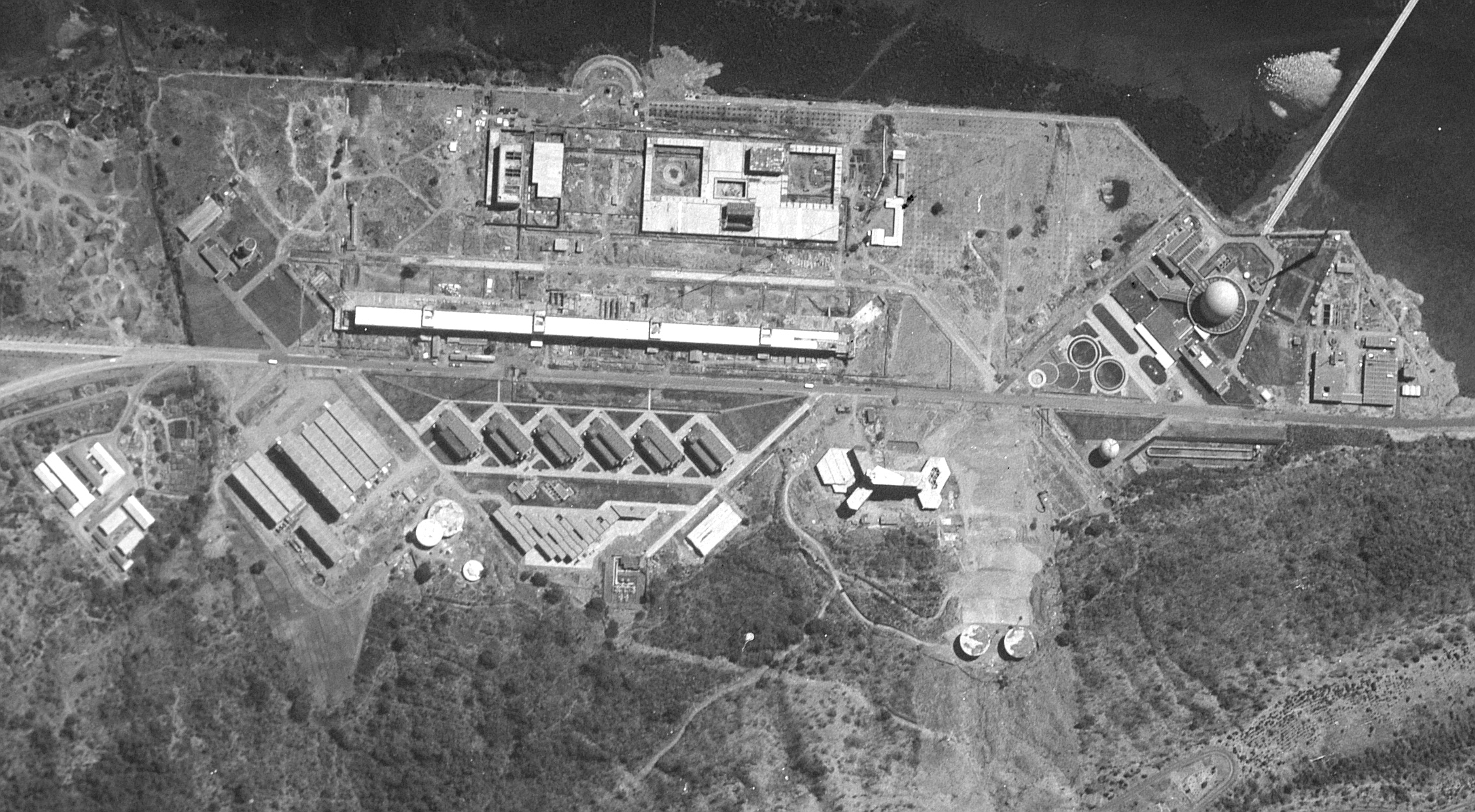
Trombay, le site du premier réacteur atomique d'Inde, photographié par le satellite KH-7/GAMBIT en février 1966.

CIRUS (anglais : Canada India Research Utility Services, Services utilitaires de recherche Canada-Inde) est un réacteur nucléaire de recherche au Centre de recherche atomique Bhabha (BARC) à Trombay près de Mumbai, en Inde. C'est le deuxième plus ancien réacteur de ce pays.
Le CIRUS a été fourni par le Canada en 1954, mais utilise de l'eau lourde fournie par les États-Unis. Basé sur le NRX (National Research X-perimental), il fournit 40 MW à partir d'uranium naturel en utilisant de l'eau lourde comme modérateur . C'est un réacteur "piscine" avec un coeur d'une taille de 3,14 m (H) × 2,67 m (D). Il a atteint la masse critique le 10 juillet 1960 .
Le réacteur n'est pas conforme aux règles de l'Agence internationale de l'énergie atomique puisqu'il a été fourni avant leur existence. Bien que le contrat de vente avec les États-Unis et le Canada établisse que le réacteur ne doit servir qu'à des fins pacifiques, le CIRUS a produit une partie des réserves initiales en plutonium de l'Inde  ainsi que le plutonium utilisé dans le premier test nucléaire indien de 1974, Bouddha Souriant .
Il a été arrêté une première fois en 1997, pour des rénovations. Selon l'Accord civil nucléaire indo-américain (en)  le réacteur devait être définitivement mis hors service en 2010 et l'a effectivement été le 31 décembre de cette année .